# Eisenbüttel
Eisenbüttel war eine Ortschaft, die im 19. Jahrhundert in der Kernstadt Braunschweigs aufgegangen ist.
Eisenbüttel lag direkt an der Oker südlich von Braunschweig und wurde schon im 12. Jahrhundert als Mühlenort nachgewiesen. Heute befindet er sich in den Stadtbezirken Viewegsgarten-Bebelhof und Westliches Ringgebiet. Durch den Straßennamen „Eisenbütteler Straße“ ist der Ortsname auch heute noch bekannt.

## Erste Erwähnung

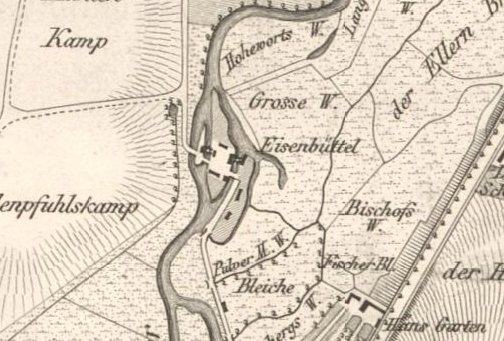
Eisenbüttel auf einer Karte der Stadt Braunschweig aus dem Jahre 1835

Schon 1180 wird ein Eysenbutle als Mühle erwähnt. Hahne vermutet anhand der Silben „-büttel“ hier und anderen im Braunschweigischen vorkommenden „Büttel“ „aus den Gebieten an der niederen Elbe durch die Nordmännereinfälle vertriebene Bewohner“, die „seit dem 9./10. Jahrhundert von den Grundherren hier angesiedelt wurden, um ein kleines Stück der noch unberührten Auenwälder an den Flüssen zu roden und Mühlen anzulegen“. In den den Namen vorgestellten Silben vermutet Hahne Personennamen. Die Ackerflur von Eisenbüttel schätzt Hahne auf 30 bis 60 Morgen.

## Wasserkraftnutzung

### Die Mühle

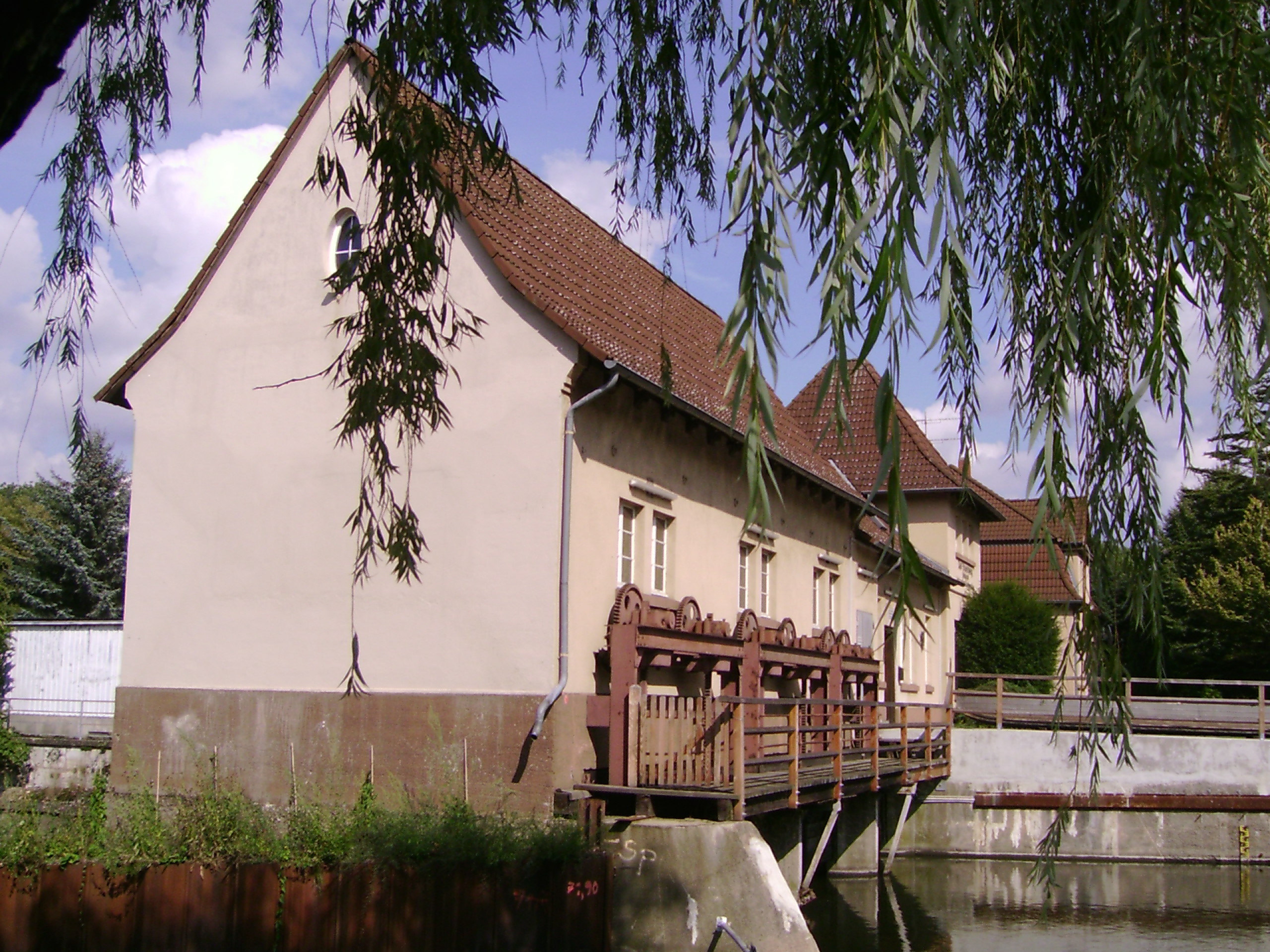
Frühere Wehranlage und Turbinenhaus

Die Mühle gehörte zum Kloster St. Cyriakus, das Markgraf Ekbert II. gegründet hatte. Auf ihn soll auch die Mühle zurückgehen, die aber erst um 1200 erwähnt wird. Einer Legende nach wurde Ekbert II. in der Mühle von Reitern des Kaisers Heinrich IV. ermordet. Die meisten Historiker nennen eine Mühle bei Selke im Harz als Ort, an dem Ekbert II. am 3. Juli 1090 erschlagen wurde. Dagegen vermutete der Braunschweiger Jurist und Historiker Julius Dedekind, dass der Markgraf mit großer Wahrscheinlichkeit weder in der Mühle in Eisenbüttel, noch im Selketal, sondern bei Isenbüttel an der Salke, im heutigen Landkreis Gifhorn, ermordet wurde. Begraben wurde Ekbert II. allerdings im Cyriakusstift.
Bis 1580 blieb die Mühle bei Cyriaki, wurde aber gegen Erbbauzins an Bürger vergeben. 1580 kaufte die Stadt die Mühle für 6500 Taler. Aus der Urkunde wird deutlich, „dass es sich damals um ein ganzes Mühlensystem handelte […] 2 Schleifmühlen, 1 große Mahlmühle mit 5 Mühlen, 1 Walkmühle (zum Verdichten und Stampfen von gewebten Tüchern) mit 2 Mühlen, zwei weitere Schleifmühlen, 1 Borkenmühle (Lohmühle) […] 1 abseits gelegene Pulvermühle“.
Eisenbüttel geriet in die Auseinandersetzungen der Stadt Braunschweig mit ihren Herzögen, der Ort und die Mühlen wurden mehrfach zerstört und wieder aufgebaut.

### Wasserkraft ab dem 19. Jahrhundert
Um 1805 gab es hier vier Schleifmühlen, eine Loh-, Walk-, Borken- und eine Pulvermühle. 1843 wurde durch Gottlieb Luther, dem Gründer der Luther-Werke, eine Lohmühle erbaut, deren genauer Standort nicht überliefert ist.
Die Stadt Braunschweig kaufte 1882 die Mühlenanlage und errichtete ein Wasserkraftwerk, das bereits 1911 in Betrieb war. Es diente der Stromerzeugung für die nahegelegenen früheren Pumpwerke des Wasserwerks Bürgerpark und des damals neu errichteten Wasserwerks Rüningen. Die Gesamtleistung betrug 208 PS, also rund 150 kW. Im Zweiten Weltkrieg wurde das Kraftwerk stark beschädigt und 1962 stillgelegt. Seitdem beherbergt es den Gewässerdienst der Stadt Braunschweig bzw. der Stadtentwässerung Braunschweig.
Neben der Wehranlage wurde 2005 eine Fischaufstiegsanlage als Fisch-Kanu-Pass eingerichtet, die auch für Kanuten passierbar ist.
Die im Jahr 1940/1941 eingebaute 40 Tonnen schwere Wehrwalze wurde 2012 demontiert und durch zwei Fischbauchklappen ersetzt. Die Wehranlage wurde in dieser Maßnahme umgestaltet. Das Eisenbütteler Wehr hat noch heute eine zentrale Stellung in der Regulierung des Okerwasserstandes in der Braunschweiger Innenstadt.

## Ausflugslokal Heinrichshafen

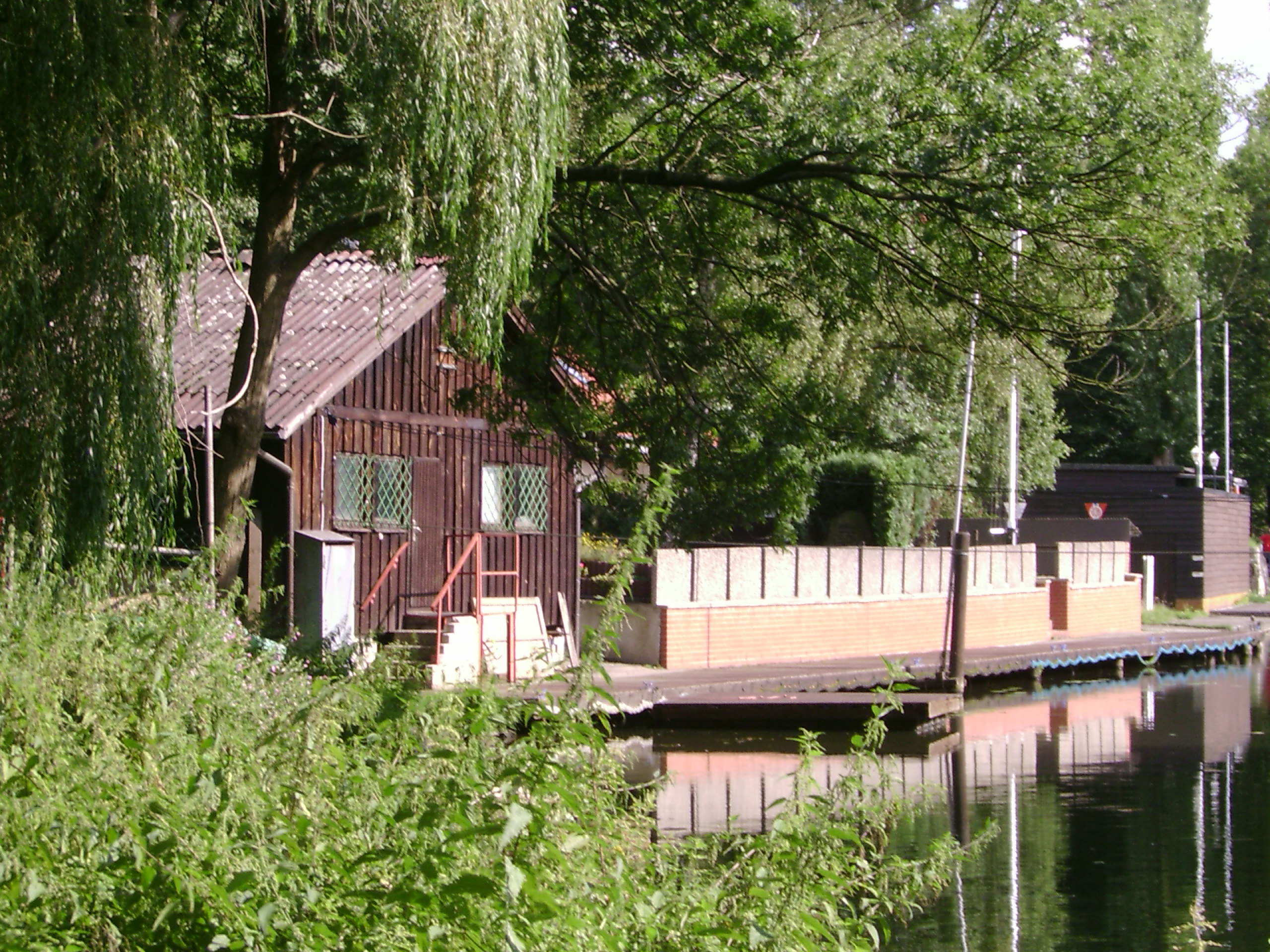
Der ehemalige Hafen heute

Aus einer Herrenstube entstand ab 1707 eine Gaststätte. Seit 1873 ist für sie der Name Heinrichshafen überliefert, der sich aus dem Vornamen des Pächters Gerecke ableitete. Eisenbüttel entwickelte sich mit dieser Gaststätte, die bis in die 1960er Jahre bestand, zum Ausflugsort, der vom alten Hauptbahnhof aus mit Motorbooten angefahren wurde. Den noch existenten Flussarm nutzen heute die anliegenden Vereine und der Gewässerdienst der Stadt Braunschweig, er ist außerdem seit 1996 Schauplatz einer alljährlich stattfindenden Eiswette zwischen prominenten Bürgern der Stadt.

## Entwicklung des Gebiets ab Mitte des 19. Jahrhunderts

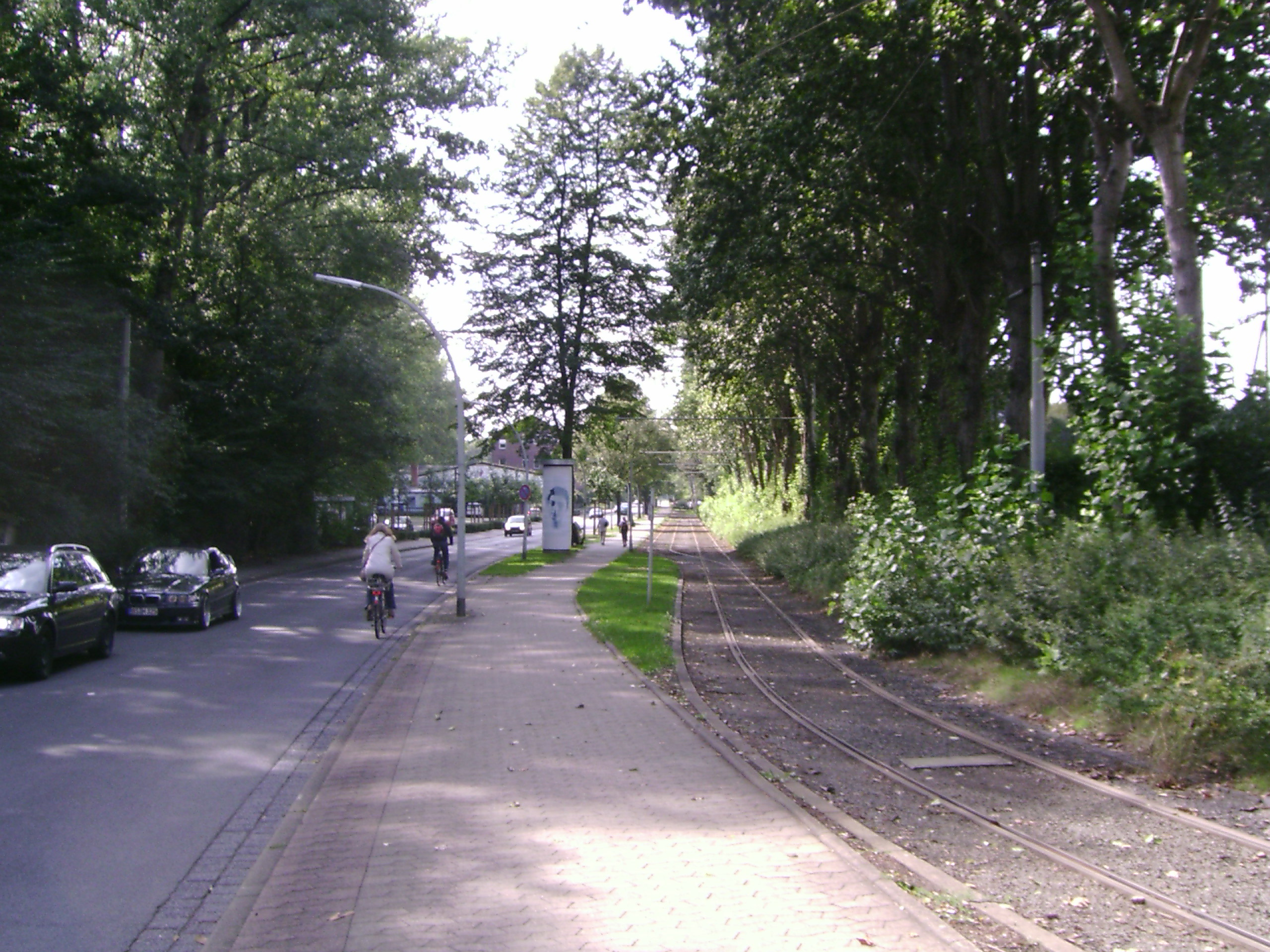
Die Eisenbütteler Straße mit Straßenbahngleis

Als Ort existiert Eisenbüttel nicht mehr, die schon auf frühen Karten nachweisbaren Okerarme sind aber zum Teil heute noch vorhanden. Die Straße nach Eisenbüttel, die spätestens 1671 von der Wolfenbütteler Straße abzweigte, hieß von 1860 bis 1882 „Eisenbüttel“, danach bis heute „Eisenbütteler Straße“. Der ehemalige Ort ist aber eng mit dem Schienenverkehr in Braunschweig verbunden. Westlich von Eisenbüttel verlief ab 1838 die Herzoglich Braunschweigische Staatseisenbahn von Braunschweig nach Wolfenbüttel. 1870 war hier die Verwaltung der Straßen-Eisenbahn-Gesellschaft. Eine Wendeschleife der Straßenbahn existierte bis 2008, sie wurde seit den 1960er Jahren allerdings nur noch während der Messe auf dem nahe gelegenen Messegelände angefahren und ist jetzt demontiert.

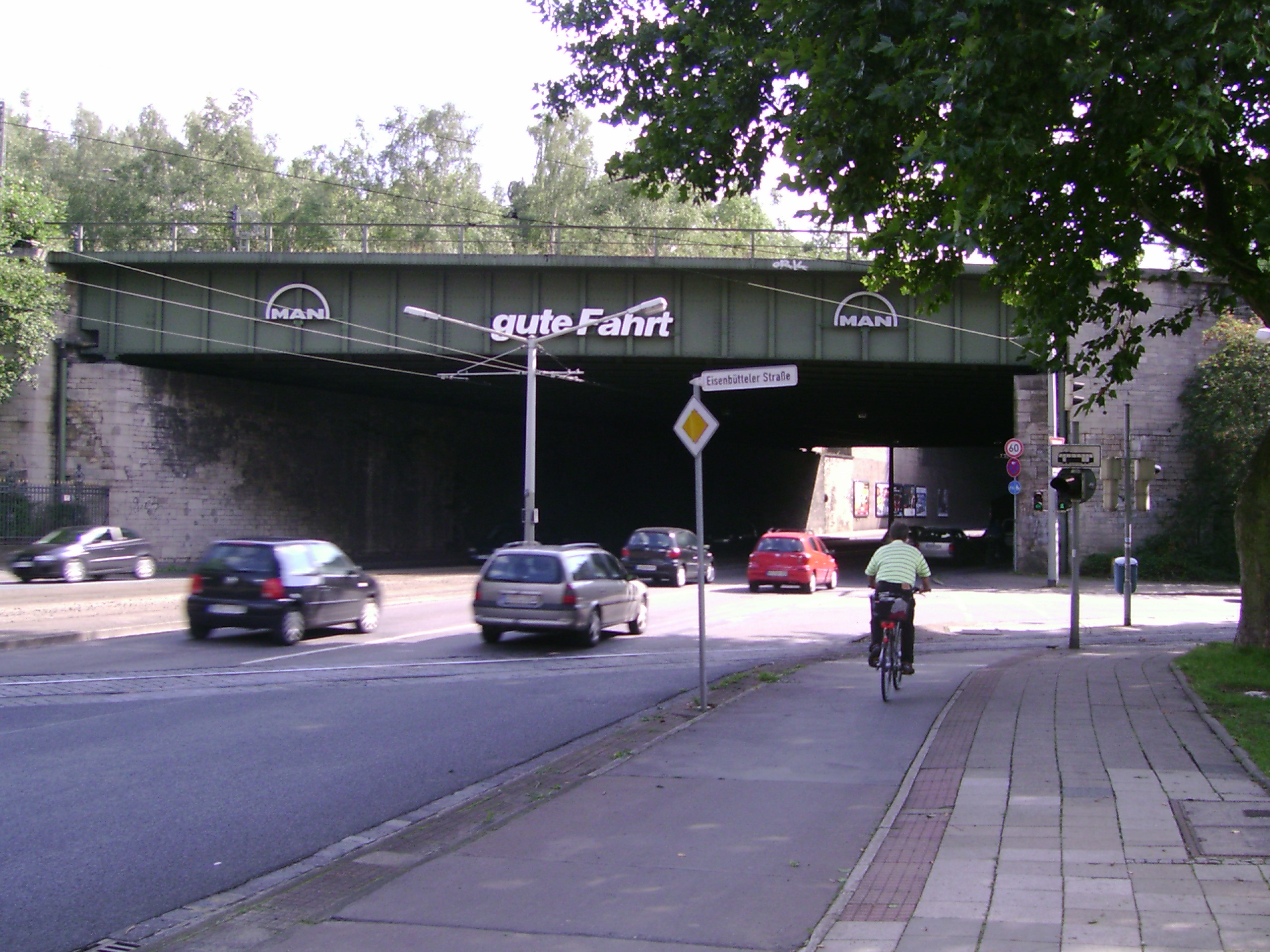
Die Eisenbahnbrücke Wolfenbütteler Straße

Südlich von Eisenbüttel verlief die 1872 in Betrieb genommene Helmstedter Bahn. Die Braunschweiger Strecke muss allerdings schon vorher bestanden haben, da der an dieser Strecke bestehende Rangierbahnhof St. Leonhard nach Löffelsend schon 1871 im Betrieb war. In unmittelbarer Nähe von Eisenbüttel war ab Ende des 19. Jahrhunderts als möglicher Standort für den schon damals gedachten Durchgangsbahnhof im Gespräch, der aber 1960 weiter östlich am heutigen Berliner Platz eröffnet wurde (siehe Braunschweig Hauptbahnhof).
Die Dämme, die zur 1937 errichteten Eisenbahnbrücke über die Wolfenbütteler Straße gehören, prägen heute ebenso die Gegend um den ehemaligen Mühlenort, wie der angrenzende Bürgerpark, das Messegelände (seit 1973) und das nahe Schwimmbad Kennel.
Heute sind in der Nähe des Wehrs Eisenbüttel die Freiwillige Feuerwehr Braunschweig (Ortsfeuerwehr Innenstadt), mehrere Braunschweiger Behörden (Zivil- und Katastrophenschutz, Gewässerdienst), Sportanlagen (Sporthalle, Bezirkssportanlage Jahnplatz) sowie verschiedene Vereinsheime (Gehörlosen-Sportverein, Marineheim, Schiffsmodellclub) beheimatet. Gegenüber dem Messegelände stehen an der Eisenbütteler Straße Häuser mit Gärten zur Oker.

## Literarische Adaption
Die Schriftstellerin Benedikte Naubert (1752–1819) beschreibt in ihrer Erzählung „Der Müller von Eisenbüttel“ die Geschichte eines Müllers, in dessen Mühle der Markgraf Egbert zu Tode kam.